# Дилювій

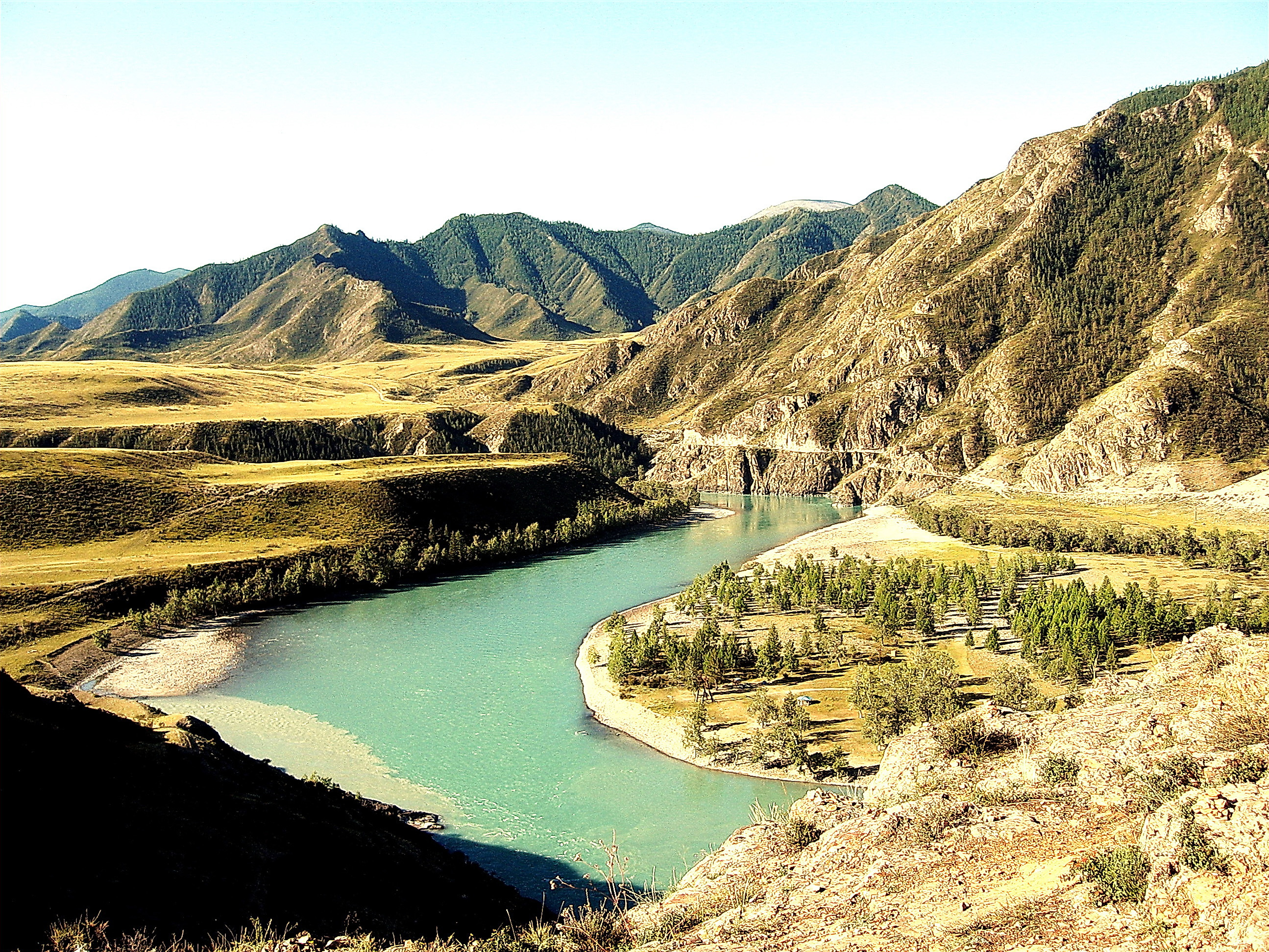
Рис. 1. Дилювіальні тераси в горах Центрального Алтаю, річки Катунь, села Маленький Яломан. Липень 2011 р.

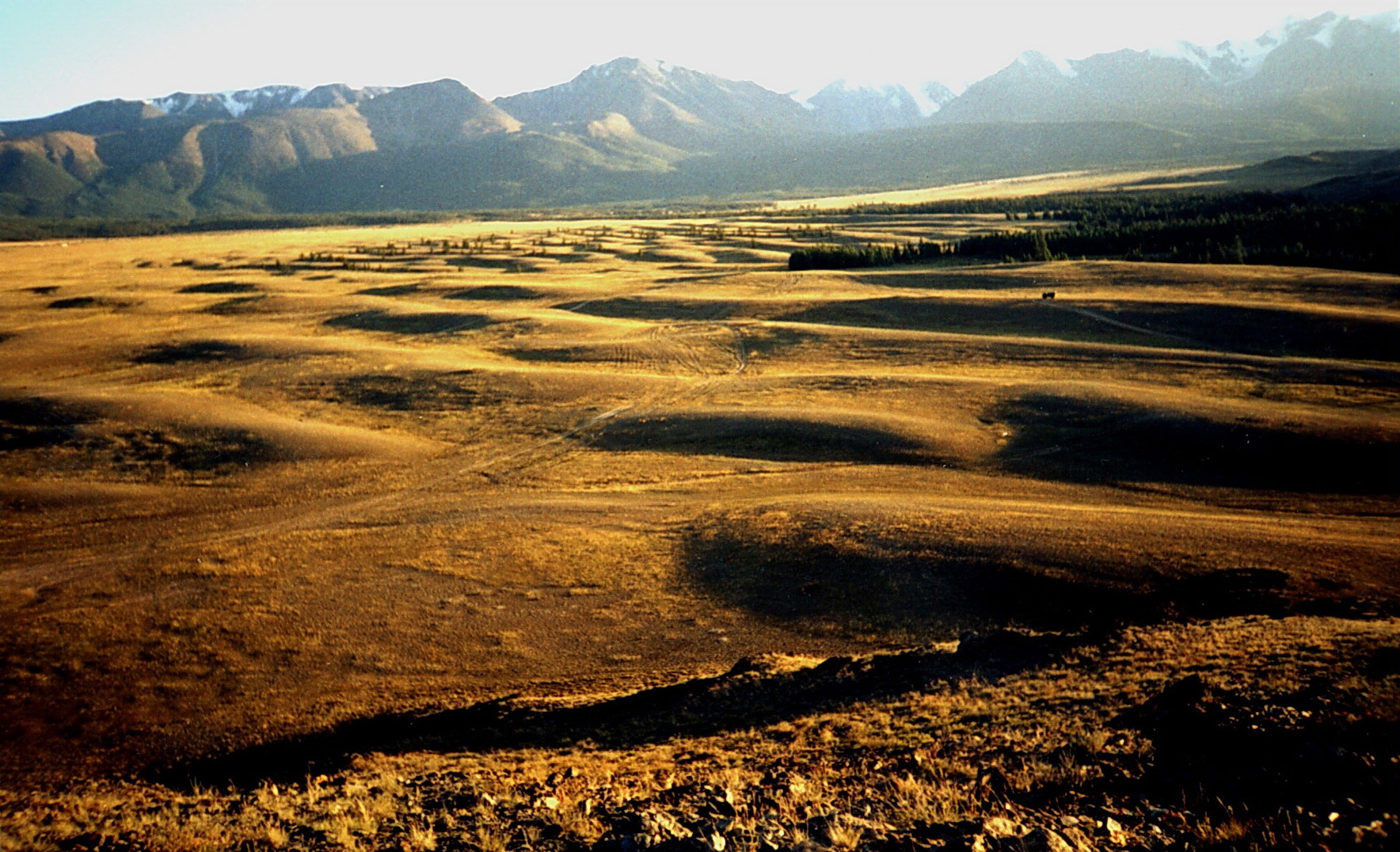
Рис. 2. Поле дилювіальних відкладів, Курайська западина, Алтай.

Дилювій (від лат. лат. diluvium — потоп, повінь, паводок) — генетичний тип пухких континентальних відкладів, що виник в результаті процесів акумуляції осадів в каналах стоку катастрофічних гляціальних суперпаводків, зумовлених проривом льодовикових гребель льодовиково-підпрудних озер в недавньому геологічному минулому (кінець останньої льодовикової епохи, 11-15 тис. рр. до н. е.).
Історично дилювій був терміном в геології для поверхневих відкладень, утворених внаслідок паводків, на відміну від алювію або алювіальних відкладень, утворених повільними та стійкими водними потоками. Раніше цей термін застосовували до валунних глинистих відкладів, які, як припускали деякі ранні геологи, були спричинені Ноєвим потопом, концепцією, відомою як "геологія повені" або дилювіалізм.
Наприкінці 20 століття російський геолог Олексій Рудий запропонував термін "дилювій" (diluvium) для опису родовищ, створених внаслідок катастрофічних суперпаводків плейстоценових гігантських озер, запруджених льодовиками в міжгірських басейнах Алтаю.. Найбільші з цих озер, Чуя та Курай, мали об'єми води в сотні кубічних кілометрів, і їх скид у піковій швидкості перевищував максимальні показники добре відомого плейстоценового озера Міссула в Північній Америці. Термін «дилювій» у значенні О. Рудого став загальновизнаним, і процес дилювіального морфолітогенезу можна знайти в сучасних підручниках.
Паводкові відклади Алтайського регіону, майже у всіх міжгірських западинах на півдні Сибіру та півночі Монголії в плейстоценові льодовикові періоди є показовим прикладом дилювію. 